# 제임스 맥헨리
제임스 맥헨리(James McHenry, 1753년 11월 16일 - 1816년 5월 3일)는 미국의 정치인이다. 메릴랜드 대표로 대륙 회의에 참석했고, 미국 헌법에 서명했다. 또한 1796년에서 1800년까지 조지 워싱턴, 존 애덤스 두 대통령 휘하에서 제3대 미국 육군 장관을 지냈다.

## 생애
1753년 11월 16일, 맥헨리는 아일랜드 북동부 얼스터 지방 바리메나에서 스코틀랜드계 아일랜드인 다니엘 맥헨리(Daniel McHenry, 1725 -?)의 아들로 태어났다. 맥헨리는 더블린에서 고전 교육을 받고 1771년에 가족과 함께 북아메리카 대륙의 펜실베이니아 식민지 필라델피아로 이주했다. 맥헨리는 델라웨어 식민지의 뉴어크 아카데미(현재 델라웨어 대학교)에서 2년을 보낸 후 1773년에 동생 프랜시스 D. 맥헨리 (Francis D. McHenry, 1768-1847)와 함께 볼티모어에서 무역 사업을 뛰어들어 성공을 거두었다. 또한 맥헨리는 의학을 독학으로 공부하여 1775년에 의사 벤자민 러쉬의 제자가 되기 위해 필라델피아로 돌아왔다. 맥헨리는 러쉬에게 18세기 전반의 의학 지식과 기술을 습득하고 동시에 러시로부터 혁명주의자 정치 교육도 받았다.
1784년 1월 8일, 맥헨리는 메릴랜드 볼티모어에서 마가렛 콜드웰(Margaret Caldwell, 1757 -?)과 결혼했다. 두 사람 사이에는 3명의 아이들이 태어났다.

## 미국 독립 전쟁
영국과 북미 식민지 간의 관계가 악화되어 1775년 4월에 뉴잉글랜드에서 렉싱턴 콩코드 전투가 시작되자 맥헨리는 반 영국 입장을 표명했다. 맥헨리는 보스턴 공성전에서 대륙군에 자원하여 참여하고 매사추세츠 만 식민지 케임브리지 군 병원에서 군의관 보조로 일했다.
1775년 12월, 리처드 몽고메리 장군이 이끄는 대륙군이 캐나다의 퀘벡 전투에서 대패하면서 맥헨리는 부상자의 치료를 위해 설치된 뉴욕 식민지 북부군 병원 중 하나로 가도록 요청받았다. 하지만 맥헨리는 부임하기 직전에 추가로 필요한 의약품을 모아야 한다는 이유로 필라델피아에 돌아왔다.
1776년 필라델피아로 돌아온 맥헨리는 벤자민 러쉬의 추천에 의해 로버트 메가우 대령의 연대에 군의관에 기용되었다. 1776년 8월 10일, 맥헨리는 22살의 나이로 펜실베이니아 제5 대대의 정규 대원으로 다시 필라델피아를 떠나 전선으로 향했다. 펜실베이니아 제5 대대는 대륙군의 정규 부대로 뉴저지 식민지 북부에 배치되어 뉴욕과 직접 연락을 끊었다. 펜실베이니아 제5 대대는 맨해턴 섬 북서쪽 끝에 대륙군 전초 기지로서의 워싱턴 요새를 건설하는 임무를 할당했다. 당초 대륙군은 워싱턴 요새를 거점으로 뉴욕을 방어, 허드슨강에 영국군의 침입을 막아낼 계획이었다. 따라서 펜실베이니아 제5 연대는 워싱턴 요새 완성 후에도 그 방위를 맡았지만, 1776년 8월에 영국군 사령관 윌리엄 하우에게 급습을 받아 같은 해 11월 16일에 워싱턴 요새를 함락 당했다. 맥헨리는 2000여명의 대륙군 병사와 함께 영국군의 포로가 되었다. 맥헨리는 전쟁 포로의 질병을 관리하고 몇 달을 보낸 후 1777년에 당시 전쟁의 관례에 따라 석방되었다.
1778년 3월, 맥헨리는 다시 대륙군에 참가하여 대륙군 야영지 밸리 포지에서 1개월 정도 군의관을 맡았다. 1778년 5월, 대륙군 총사령관 조지 워싱턴은 맥헨리를 참모부 서기로 임명했다. 맥헨리는 워싱턴과 함께 2년 반 정도를 보냈다. 그동안 맥헨리는 몬머스 전투, 스프링필드 전투, 뉴저지 전투에 참가했고, 헨리 녹스, 알렉산더 해밀턴, 라파예트 등과 함께 워싱턴에서 가장 친한 ‘군 패밀리’의 일원으로 손꼽혔다.

맥헨리는 라파예트와 뜨거운 평생 우정을 쌓았다. 1780년 가을, 맥헨리는 프랑스인 부대에 전속되어 소령으로 임무를 맡았다. 맥헨리는 라피예트의 측근으로 군사 작전에 참여했다. 1780년 겨울, 맥헨리는 경보병 부대와 함께 버지니아에 가서, 1781년 가을 전역할 때까지 라파예트의 강행군을 지원했다. 

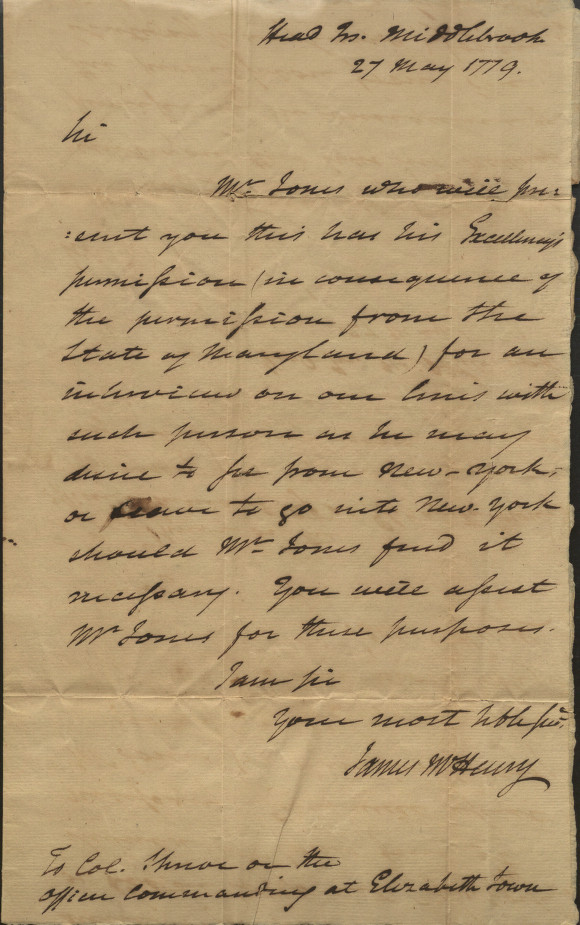
이즈라엘 쉬레브에게 보낸 제임스 맥헨리의 편지, 1779

## 정치
1781년 말, 맥헨리는 대륙군을 떠나 메릴랜드 연방으로 정계에 입문했다. 맥헨리는 1781년 6월에 메릴랜드 연방 상원 의원으로 선임되어 1794년까지 같은 일을 했다. 맥헨리는 메릴랜드 연방의회에서 연방의 방향에 대해 논의했다. 맥헨리는 1783년에서 1786년까지 메릴랜드 연방대표로 대륙 회의에 참가했다. 또한 1787년, 맥헨리는 메릴랜드 연방대표로 필라델피아 헌법 제정 회의에 참석했다. 맥헨리는 회의에서 주요 역할을 하는 것은 아니었지만, 강한 중앙 정부의 창설을 지지했다.

## 행정부
1796년 1월 조지 워싱턴 대통령은 독립 전쟁 시의 맥헨리의 공헌을 평가하고 육군 장관에 임명했다. 맥헨리는 워싱턴 대통령과 그 후임 존 애덤스 대통령의 밑에 미국 육군의 총괄을 맡게되었다. 맥헨리는 육군 장관에 취임 직후 서부에 격리된 주둔지의 부대 개편에 착수했다. 맥헨리는 주둔 부대의 자유도를 높여 효율적으로 활동할 수 있도록 하고, 국경에서 인디언의 공격을 방어하는 전투 부대로서의 역할을 하도록 했다. 1797년에서 군사적 절차 규칙화에 착수, 혼돈스러웠던 군수품 공급 제도를 약 2년에 걸쳐 제도화했다. 맥헨리는 문민장관이었지만, 군사 체제를 자신의 권위에 종속시키는 것에 성공했다.
미국 의회는 영구적인 군대의 존재가 많은 논란을 일으키는 있었지만, 1798년에 프랑스와의 전쟁의 가능성이 높아지자 맥헨리는 “절박한 위협에 대항하기 위해 2만명의 군대를 설립한다”는 주장을 지지했다. 상비군 반대파의 사람들은 임시군이 자유민의 이익을 침해하는 주둔군과 다름없다고 비판했다. 한편 맥헨리와 정치적 또는 군사적으로 관련된 사람들이 임시 군대가 어디까지나 적절한 수단이라고 옹호했다. 맥헨리는 상비군 설치를 내켜하지 않는 미국 의회에 “여러분은 미국을 프랑스 미끼로 바칠 생각입니까?”라고 경고하고 논의를 전개시켰다. 의회는 결국 새로 정규군으로 12연대를 창설하는 것을 승인했다. 맥헨리는 대규모 군대 조직 관리는 미숙했지만, 통제된 직업군의 과감하게 구축했다. 군사의 문민 통제에 관해서는 다양한 논란을 촉발시켰다.

## 만년
프랑스와의 대립이 1800년에 끝나자, 맥헨리는 연방당 정책에 대해 존 애덤스와 대립하였고 결국 육군 장관을 사임했다. 맥헨리는 이후 메릴랜드의 땅 페이엇빌에 은거했다. 맥헨리는 충실한 연방당원으로서 미국의 1812년 전쟁 참전에 반대했다. 또한 맥헨리는 지역 문제에 관심을 갖고, 1813년에는 볼티모어 성경 협회 초대 이사를 역임했다.
1816년 5월 3일, 맥헨리는 메릴랜드 볼티모어에서 사망했다. 맥헨리의 시신은 볼티모어 시내의 웨스트민스터 묘지에 매장되었다.

## 같이 보기
- 맥헨리 요새